# 久米正雄
久米 正雄（くめ まさお、1891年（明治24年）11月23日 - 1952年（昭和27年）3月1日）は、日本の小説家、劇作家、俳人。俳号は三汀（さんてい）。“微苦笑”という語の造語者として有名。
芥川龍之介らと第三、四次「新思潮」同人となる。理知的な作風から、のち感傷的作風の通俗小説に転じた。作品に戯曲『牛乳屋の兄弟』(1914年)、小説『受験生の手記』(1918年)、『破船』(1922年)など。
永井龍男は義弟（永井の妻が久米の妻の妹）。

## 略歴

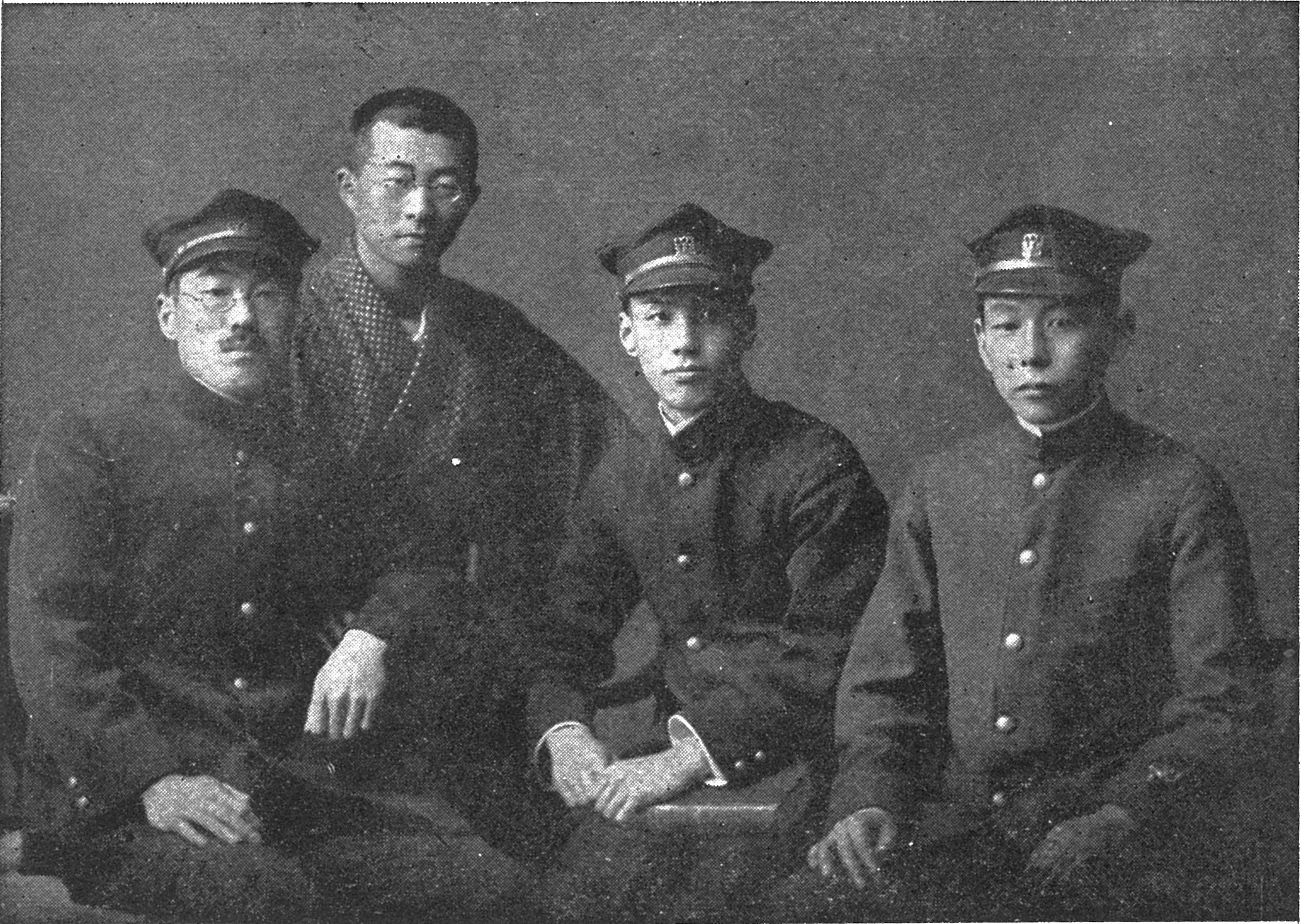
東京帝国大学を卒業する1916年（大正5年）頃の第4次『新思潮』のメンバー。久米正雄は一番左、その隣から松岡譲、芥川龍之介、成瀬正一。

長野県上田市生まれ。父・由太郎は江戸出身で町立上田尋常高等小学校（現在の上田市立清明小学校）の校長として上田に赴任し、正雄が生まれた。父は1898年（明治31年）に小学校で起きた火災によって明治天皇の御真影を焼いてしまった責任を負って割腹自殺した。このため、正雄は母・幸子の故郷である福島県安積郡桑野村で育つ。母方の祖父・立岩一郎は中條政恒とともに安積原野開拓に尽力した開拓出張所長で、のちに桑野村の村長を務めた。
1898年（明治31年）5月、桑野村立桑野尋常小学校（現開成小学校）に入学。1902年（明治35年）4月、郡山町立郡山第一尋常高等小学校（現金透小学校）を受験し合格した。郡山第一尋常高等小学校を3年で中退し、1905年（明治38年）4月、旧制の福島県立安積中学校（現福島県立安積高等学校）を受験し合格した。1908年（明治41年）学校の仲間と俳句愛好会笹鳴會を結成し、高校の助教諭心得田邊彦彌（俳号三貝）の指導を受ける。翌年秋同校の西村岸太郎教諭（俳号雪人）からの呼びかけで群峯吟社への参加が認められ、俳句の才能を開花させ、俳句に熱中し、俳壇で有望視された。無試験で第一高等学校文科に推薦入学。東京帝国大学文学部英文学科に在学中、成瀬正一、松岡譲らと第三次『新思潮』を創刊し、作品を発表。戯曲「牛乳屋の兄弟」（1914年）で認められる。「新思潮」廃刊後は、「帝国文学」同人。
1915年（大正4年）、夏目漱石の門人となる。1916年（大正5年）、芥川龍之介、菊池寛、松岡譲らと第四次「新思潮」を創刊。同年大学卒業。このころ、中条百合子と交流。文学少女で、なおかつ資産家の娘であった百合子はドストエフスキーやトルストイなどの訳本を大量に所持。久米はそれを借りたり、互いに手紙にやり取りをしていた。相愛の2人であったが、久米が百合子への想いを自覚すると同時に二人の交流は終わる。この件は久米の随筆『彼女と私』に詳しい。この時期の久米は、路上で偶然に百合子と会うと真っ赤になって照れるほど純情であったという。百合子の父方の祖父・中條政恒は、久米の母方の祖父とともに安積を開拓した仲で両家につきあいが深く、百合子の父・中條精一郎は久米が大学に入る時の保証人だった。
その後、年末に漱石が急死。夏目家へ出入りするうち、漱石の長女筆子に恋して、漱石夫人鏡子に結婚の許しを請うたところ、筆子が同意するなら許すとの言質を得る。筆子は松岡譲を愛しており、久米のことはあまり好きではなかった。しかし筆子は鏡子から久米と結婚するように言い含められていた。そんな中、何者かが久米を女狂い・性的不能者・性病患者などと誹謗中傷する怪文書を夏目家に送りつける事件が発生した。久米は夏目家への迷惑を恐れて婚約解消を申し出るが、筆子が泣いてさみしがって見せる。この件で久米の気持ちは後戻りできなくなった。鏡子は娘婿には暫くは漱石の版権管理などをさせたがっており、久米には小説を書かせたがらなかった。久米はそれに逆らい執筆続行の意思を表明。鏡子の怒りを買う。この事から筆子への恋は破れた。その後、筆子は久米の親友であった松岡譲と結婚。この結婚に共通の友人であった芥川龍之介は怒り、松岡を揶揄する句を久米への手紙に書いている。しかし久米は松岡への友愛の情を棄てられず、何度も連絡を取ろうとしては拒絶された事を後の短編で告白している。
久米は失意のあまりいったん郷里に帰るが、1918年（大正7年）4日間ほどで再上京。生活のために職を探していたところ、菊池寛の勧めで『時事新報』に「蛍草」を連載させ（1918年3月19日 - 9月20日）、この通俗小説は好評を博し、
現代物大衆文学の口火となった。この蛍草の連載中の4月、松岡譲と筆子の結婚式当日に朝日新聞に久米を中傷する記事が大きく報じられる。筆子に一方的に恋慕した愚かしい男という内容で、醜い戯画までついていた。久米は大きく衝撃を受け、『大凶日記』、『敗者』、『和魂』などの小品に葛藤を吐露。しかし、この新聞記事により世論は久米への同情へ傾いたと『良友悪友』に書いている。
その後、多くの大衆小説を執筆。探偵小説風の冷火、ファムファタルを描き出した不死鳥、鉱山に生きる男たちを描いた赤光など、多彩な作品で人気流行作家となる。また、大衆小説連載の合間にも多くの私小説を書いている。
1922年（大正11年）になって、久米は筆子への失恋事件を描いた小説「破船」を『婦人之友』1922年1月 - 12月に連載。かつて新聞で悪者にされながらも、同作品では松岡、筆子ともに敬意をもって描き、非常に大きな支持を得ることになる。翌1923年（大正12年）、待合「ゆたか」の元芸妓・奥野艶子（1904年 - 1992年）と結婚。多くの令嬢との見合いを断った末の恋愛であった。婚約期間中は体の関係を持たないようにするなど、真面目な交際をしたという。
自らは通俗小説の大家となりながら、芸術小説への憧れが強く、評論「私小説と心境小説」（文藝春秋社『文芸講座』1925年1月 - 2月）で、トルストイもドストエフスキーも所詮は高級な通俗小説で、私小説こそが真の純文学だと論じた。しかし後に今後は大衆小説作家として生きることを明言するなど（二階堂放話）、心境の変化を見せる。親友であった芥川龍之介の自殺後、執筆量が極端に減るなどしている。
1925年（大正14年）から亡くなるまで鎌倉に居住。1927年（昭和2年）5月、長男が誕生。芥川が鎌倉までお祝いに来る。この日の会話の中で芥川から自殺をほのめかす発言を受ける。同年7月24日、芥川死去。1932年（昭和7年）、石橋湛山の後を継いで鎌倉の町議に立候補しトップ当選した。1933年（昭和8年）、不良華族事件の捜査の過程で川口松太郎や里見弴らと共に常習的な花札賭博を行っている容疑が浮上。同年11月7日、築地の料亭で行われていた結婚十周年を祝う宴席が終了した直後に検挙された。なお、賭博自体は身内でやる些細なものであったため不起訴となる。1937年（昭和12年）、ニースの謝肉祭に触発されて大佛次郎ら鎌倉在住の作家仲間らと鎌倉カーニバルを企画。戦時中の中断をはさみながら1962年（昭和37年）まで続くイベントへ成長させた。
1938年（昭和13年）には東京日日新聞（のちの毎日新聞）の学芸部長に就任。1940年（昭和15年）5月から文芸家協会主催、東京日日新聞などの後援により始められた文芸銃後運動講演会では総帥格となり、横光利一、岸田国士、中野実、林芙美子ら文学者と全国を巡回した。8月、この年から創設された芥川賞の選考委員の一人となった。
第二次世界大戦中は、日本文学報国会の事務局長を務めた。1945年（昭和20年）5月、鎌倉文士の蔵書を基に川端康成たちと開いた貸本屋（戦後に出版社となる）“鎌倉文庫”の社長も務め、文藝雑誌『人間』や大衆小説誌『文藝往来』を創刊した。鎌倉ペンクラブ初代会長としても活躍。菊池との友情は長く続いた。戦後松岡と和解し、桜菊書院『小説と読物』を舞台に、夏目漱石賞を創設して松岡とともに選考委員を務めたが、桜菊書院が倒産したため一回で終った。
晩年は高血圧に悩み、脳溢血で急逝した。忌日は三汀忌、もしくは微苦笑忌と呼ばれる。
全13巻の『久米正雄全集』（平凡社、1931年）は、1993年（平成5年）に本の友社から復刻された。第二の故郷ともいうべき郡山の「こおりやま文学の森資料館」の中に、久米正雄記念館があり、鎌倉の自宅が移築されている。

## 作品リスト

### 戯曲
- 牛乳屋の兄弟（牧場の兄弟） - 3幕。1914年3月第3次『新思潮』第2号に「牛乳屋の兄弟」として発表。「牧場の兄弟」に改題して『阿武隈心中』におさめる。1914年9月、有楽座で新時代劇協会が原題で初演。東北地方のある都市に近い牧場岩木耕牧舎では、炭疽症のためにウシが5頭、死亡して、1月の売乳禁止をくらっている。牧場は、牧場主源吉は焦ってもうばい菌のないのをいいことに、ひそかに牛酪を密造し、牛乳を密売し、雇い人らは給料未払いでストライキをうとうとし、配達夫清蔵はウシの飼料を盗み出して女郎買いにつかい、搾乳夫正吉は源吉の姪を目当てに牛酪密造を手伝い、源吉は弟清二の妻に横恋慕して言い寄るというありさま。牧場経営を助けている弟清二は、この状態がわかり心を痛め、兄源吉を改めさせようとする。妊婦の身で嫉妬に狂っていた義姉が、難産で死亡する。翌朝、弟清二は不正な牛乳を搬出する兄源吉の現場をおさえ、あばきたてていさめる。兄源吉はこれに応じず、2人は格闘する。兄源吉は、弟清二から妻への不倫な行為を責められ、自暴自棄になり、糧秣室に入り、錠をかけ、火を放ち、自殺を図る。弟清二はおどろき、すくおうと焦りつつ、もうもうたる煙の中で狂ったように兄さん兄さんと連呼する。
- 地蔵教由来

戯曲集
- 三浦製絲場主 新潮社 1920
- 阿武隈心中 新潮社 1921
- 心中後日譚 春陽堂 1922 (ヴエストポケツト傑作叢書)
- 牧場の兄弟 金星堂 1922 (金星堂名作叢書)
- 久米正雄戯曲全集 第1巻 金星堂 1922

### 小説
- 父の死
- 銀貨

短篇集
- 手品師 新潮社 1918 (新進作家叢書)
- 学生時代 新潮社 1918　のち文庫、角川文庫、旺文社文庫
  - 短編「受験生の手記」を収める
- 弱き心 春陽堂 1920
- 良友悪友 春陽堂 1922 (ヴエストポケツト傑作叢書)
- 懶い春 金星堂 1922 (金星堂名作叢書)
- 或る求婚者の話 金星堂 1922 (金星堂名作叢書)
- 和霊 新潮社 1922
- 彼女と私 金星堂 1923 (金星堂名作叢書)
- 不肖の子 二松堂書店 1923 (表現叢書)
- 山鳥 春陽堂 1924
- 金魚 春陽堂 1924
- 木靴 改造社 1927
- 久米正雄作品集　岩波文庫 2019。石割透編

長編
- 蛍草
- 不死鳥 新潮社 1920
- 水の影 春陽堂 1922
- 破船 新潮社 1922-1923 - 初出『主婦之友』1922年1月-12月、夏目筆子との失恋事件を小説化したもの[19]
- 冷火 新潮社 1924
- 晴夜 春陽堂 1926
- 天と地と 文芸春秋社出版部 1927
- 青眉 春陽堂 1932 (日本小説文庫)
- 白夜は明くる 大日本雄弁会講談社 1932
- 拓きゆく道 遠藤節共著 講文館 1933
- 沈丁花 中央公論社 1933
- 男の掟  昭和長篇小説全集 第5巻 新潮社 1934
- 月よりの使者 大日本雄弁会講談社 1934 のち春陽文庫（三度映画化）
- 寂光愛 新小説社 1935
- 竜涎香 改造社 1935
- 金環蝕 新小説社 1935
- 青空に微笑む 大日本雄辯會講談社 1935.6
- 紅頬褪する時 新小説社 1936
- 新月抄 大日本雄辯會講談社 1936.9
- 吾亦紅・光の漣 非凡閣 1939 (新作大衆小説全集)
- 白蘭の歌 新潮社 1940
- 風と月と 鎌倉文庫 1947
- 青空少年 湘南書房 1948 (新日本少年少女選書)
- 三つの真珠 矢貴書店 1949
- 二葉のクローバー 光文社 1950
- 金色雪崩 湊書房 1951

### 評論
- 私小説と心境小説
- 純文学余技説

評論随筆集
- 漱石先生の死 春陽堂 1921 (新興文芸叢書)
- 人間雑話 金星堂 1922
- 微苦笑芸術 新潮社 1924 (感想小品叢書)[20]
- 伊藤博文伝 改造社 1931 (偉人伝全集)
- 二階堂放話 新英社 1935
- 文章の作り方 新潮社 1937 (入門百科叢書)
- 微苦笑随筆 文芸春秋新社 1953

### 句集
- 牧唄 久米三汀句集 柳屋書店 1914
- かへり花 甲鳥書林 1943
- 互選句集 久保田万太郎 文芸春秋新社 1946.9

- 久米正雄全集 全15巻 平凡社 1930-1931

### 翻訳
- 立体派と後期印象派 / アーサー・ジエローム・エツデイ 向陵社 1916 (美術叢書)
- ハムレツト / シエクスピーア 新潮社 1922 (泰西戯曲選集)
- ロミオとジユリエツト / シエクスピーア 新潮社 1922 (泰西戯曲選集)
- レ・ミゼラブル ユゴー 三徳社 1922
- 此悲惨 / ユーゴー 春陽堂 1924
- 椿姫 / 小デュマ 文芸日本社 1925 (世界文芸映画傑作集)
- オセロオ / シエクスピーア 新潮社 1925 (泰西戯曲選集)
- 世界大衆文学全集第5巻 椿姫 デユマ マノンレスコオ / アベ・プレヴォ 改造社 1929
- 現代語西鶴全集 第2巻 好色二代男 一名諸艶大鑑 春秋社 1931

## 伝記
- 小谷野敦『久米正雄伝 「微苦笑」の人』中央公論新社、2011、ISBN 978-4120042003
- 庄司一幸著『久米正雄と俳句の師西村岸太郎と田邊彦彌』（自費出版、2022年６月17日出版）
- 庄司一幸著『魚城の三汀、ここに誕生する　郡山時代の久米正雄』（自費出版、2022年11月13日出版）
- 庄司一幸（久米正雄研究会代表）著『桑野尋常小学校時代の久米正雄＆群峯吟社のすべて』（久米正雄研究会、2024年８月22日発行）

## 映像
- 2021年、郡山市は久米の親族から買い取った映像フィルムの一部を修復。フィルムは久米自身が撮影したもので、自身のほか田山花袋や里見弴などが映り込んでおり、大正末期から昭和初期の文士の貴重な映像記録が得られている[21]。